# Father Ted

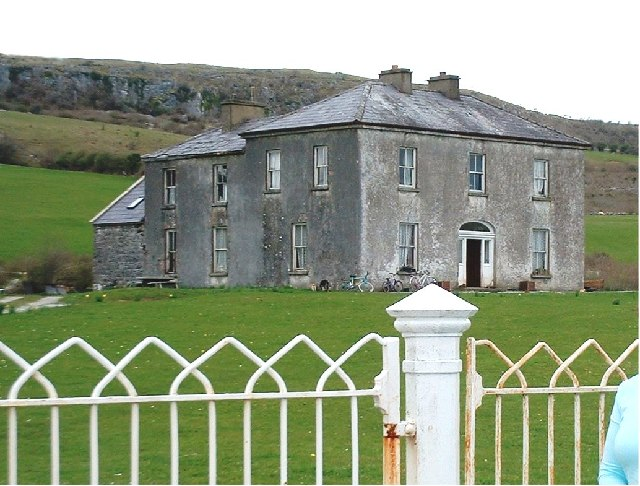
Huis van Father Ted op Craggy Island

Father Ted is een sitcom, geproduceerd door Hat Trick Productions voor het Engelse Channel 4. De serie is geschreven door Arthur Mathews en Graham Linehan en duurde drie seizoenen met in totaal 25 afleveringen waaronder een speciale kerst-aflevering.
Father Ted speelt zich af op het fictieve Craggy Island aan de westkust van Ierland. Dermot Morgan speelde het titelpersonage priester Ted Crilly, medepriesters Dougal McGuire en Jack Hackett werden gespeeld door Ardal O'Hanlon en Frank Kelly. Vanwege vroegere incidenten werden de priesters verbannen naar het eiland waar ze samen in een pastorie wonen met hun huishoudster Mrs. Doyle (Pauline McLynn).
De serie kreeg lovende kritieken en won meerdere BAFTA-prijzen. Diverse Ierse acteurs en komieken speelden een rol in de serie, zoals Graham Norton, Tommy Tiernan, Patrick McDonnell, Don Wycherley, Joe Rooney, Jason Byrne, Jim Norton, Pat Shortt, Jon Kenny, Ed Byrne, Brendan Grace en Gerard McSorley.

## Synopsis
De serie volgt de avonturen van drie Rooms-katholieke priesters die een parochie op Craggy Island hebben, aan de westkust van Ierland. Priesters Ted Crilly, Dougal McGuire en Jack Hackett leven in de pastorie samen met hun huishoudster Mrs. Doyle, die hen graag thee met koekjes aanbiedt. De drie priesters staan onder bisschop Len Brennan, die ze naar Craggy Island stuurde vanwege incidenten in hun verleden: Ted voor vermeende financiële ongepastheid, Dougal voor het "Blackrock-incident" en Jack voor zijn alcoholisme en vrouwenjagen. De serie draait om het leven van de priesters, soms over kerkelijke zaken maar vaker over Teds pogingen om problemen op te lossen, of om wedstrijden te winnen van zijn aartsvijand priester Dick Byrne van het nabijgelegen Rugged Island.

## Prijzen
In 1995 en 1998 won de show de BAFTA-prijs voor Beste Komedie. Morgan won in 1998 ook de BAFTA voor Beste Komische Rol. Tijdens de British Comedy Awards in 1996 won McLynn de prijs voor Komische Actrice.

## Personages

### Hoofdpersonages
- Priester Ted Crilly
- Priester Dougal McGuire
- Priester Jack Hackett
- Mrs. Doyle

### Terugkerende personages
- Bisschop Brennan
- Priester Dick Byrne
- Priester Noel Furlong

### Kleine rollen
- Priester Larry Duff
- Priester Paul Stone
- Priester Fintan Stack
- Priester Austin Purcell
- Priester Todd Unctious
- John en Mary O'Leary
- Tom

## Afleveringen

### Seizoen 1 (1995)
1. Good Luck, Father Ted
2. Entertaining Father Stone
3. The Passion of St Tibulus
4. Competition Time
5. And God Created Woman
6. Grant Unto Him Eternal Rest

### Seizoen 2 (1996)
1. Hell
2. Think Fast, Father Ted
3. Tentacles of Doom
4. Old Grey Whistle Theft
5. A Song for Europe
6. The Plague
7. Rock-a-Hula Ted
8. Cigarettes and Alcohol and Rollerblading
9. New Jack City
10. Flight into Terror
11. A Christmassy Ted (speciale kerst-aflevering)

### Seizoen 3 (1998)
1. Are You Right There, Father Ted?
2. Chirpy Burpy Cheap Sheep
3. Speed 3
4. The Mainland
5. Escape from Victory (*)
6. Kicking Bishop Brennan up the Arse (*)
7. Night of the Nearly Dead
8. Going to America

*De afleveringen "Escape from Victory" en "Kicking Bishop Brennan up the Arse" volgen elkaar als enige direct op.
DVD's
De volledige serie is in Europa op dvd (regio 2) verschenen, zowel als losse seizoenen als een box set.

## Ontstaan
Volgens Linehan is het personage Priester Ted bedacht door Mathews voor Paul Woodfull, toen de drie samen optraden als The Joshua Trio in het komediecircuit in Ierland. Dermot Morgan werd gekozen voor de rol omdat hij eerder een priester had gespeeld
Mathews gaf aan dat Seinfeld een grote invloed had op Father Ted. Linehan en hij zijn grote fans van de serie.

## Productie
Naast de drie seizoenen hebben Morgan en O'Hanlon ook een uur Comic Relief gepresenteerd als de twee priesters. Kelly en McLynn traden ook kort op. Kort na het voltooien van seizoen drie stierf Dermot Morgan aan een hartinfarct op 45-jarige leeftijd. Hierdoor werd het derde seizoen een week later uitgezonden dan oorspronkelijk gepland.
Enkele weken voor zijn dood zei Morgan dat hij niet langer Father Ted wilde spelen uit angst voor typecasting: "Ik wil niet net als Clive Dunn jarenlang hetzelfde personage spelen".

### Muziek
Het themanummer voor de serie is geschreven en uitgevoerd door The Divine Comedy en verscheen later als "Songs of Love" op het album Casanova. (Het nummer "Woman of the World" van hetzelfde album was een mogelijk themanummer, maar werd afgewezen.)
De band speelde ook de meeste muziek in de serie, zoals "My Lovely Horse" in de aflevering "Song For Europe" en "My Lovely Mayo Mammy" in "Night of the Nearly Dead".

### Locatie
De meeste locaties in Father Ted zijn in County Clare, waaronder Ennis, Kilfenora, Ennistymon en Kilnaboy. Het parochiaal huis is McCormack's in Glenquin, aan de weg naar Kilnaboy.  De bioscoop die te zien was in "The Passion of St Tibulus" was de Ormonde Cinema, Greystones, County Wicklow en "Het Veld", de locatie van Funland in "Good Luck, Father Ted", is in Portrane, noord County Dublin. De "zeer donkere grotten" in "The Mainland" is de Aillwee Cave in de Burren, County Clare. Sommige scènes voor "And God Created Woman zijn gefilmd in Dún Laoghaire, zuid County Dublin. De openingsscène is gefilmd bij Inis Oírr - het kleinste van de Aran Islands. Binnenscènes zijn gefilmd in The London Studios.

## Nalatenschap
Sinds 2007 wordt elk jaar een fanbijeenkomst gehouden, genaamd Ted Fest.
In januari 2007 kregen Inis Oírr (250 inwoners) en Inis Mór (1200 inwoners) ruzie over welk eiland Craggy Island genoemd mocht worden en daarmee het festival kan organiseren. Er werd besloten een voetbalwedstrijd te organiseren om het geschil bij te leggen. Inis Mór won met 2-0 waardoor zij de naam "Craggy Island" een jaar mochten dragen terwijl Inis Oírr de naam Rugged Island kreeg.

### Father Ted Night
Op 1 januari 2011 organiseerde Channel 4 een avond opgedragen aan Father Ted vanwege de vijftiende verjaardag. Er werd onder andere een documentaire uitgezonden waarbij de spelers en schrijvers de oude locaties bezochten. Pauline McLynn deed niet mee aan de documentaire. De show werd opgedragen aan Dermot Morgan.